# 金沢外環状道路
金沢外環状道路（かなざわそとかんじょうどうろ）は、石川県の金沢都市圏の渋滞緩和および能登地方 - 金沢市 - 加賀地方を結ぶ道路ネットワーク形成のため、計画された延長約50キロメートル (km) の環状道路である。1994年（平成6年）12月に地域高規格道路の計画路線に指定されている。国道8号を境として、海側幹線（日本海側）と山側幹線（両白山地側）に分けられている。

## 概要
金沢内環状道路および金沢中環状道路と共に金沢市の環状道路を構成する。また、地域高規格道路にも指定されている。前述のように山側幹線と海側幹線によって構成される。

### 山側幹線
山側幹線は今町JCT - 鈴見ICが金沢東部環状道路として整備されており、金沢東部環状道路および金沢市田上本町 - 金沢市野田町が地域高規格道路の整備区間に指定されている。
山側幹線のうち、今町JCT - 鈴見交差点間（約9 km）が金沢東部環状道路として国道159号（国道249号重用区間）に、鈴見交差点 - 白山市安養寺北交差点間は石川県道22号金沢小松線に、白山市安養寺北交差点 - 乾JCT（現在は乾東交差点）間が国道157号にそれぞれ指定されている。金沢市田上 - 金沢市野田間（約3 km）については、地域高規格道路として県の街路事業および組合施行の土地区画整理事業で整備が進められた。2006年（平成18年）4月15日に今町JCT - 乾JCT（乾東交差点）間が全線開通した。また、金沢東部環状道路残る暫定2車線である今町JCT - 神谷内IC間において4車線への拡幅事業を進めており、金沢森本IC - 神谷内IC間は2023年度（令和5年度）4車線化予定である。

#### 路線データ
- 路線名 : 金沢外環状道路 山側幹線（山側環状[4][12]・山環が通称として使用される場合がある）
- 起点 : 石川県金沢市今町[8][12]
- 終点 : 石川県白山市乾町[8][12]
- 路線名
  - 今町JCT - 鈴見交差点 : 一般国道159号（金沢東部環状道路）[7][5]
  - 鈴見交差点 - 安養寺北交差点 : 主要地方道金沢小松線
  - 安養寺北交差点 - 乾東交差点 : 一般国道157号[5]
- 延長 : 26.4 km[12]
- 車線数 : 4車線（国道159号の一部区間は暫定2車線）
- 道路規格
  - 金沢東部環状道路 : 第3種第1級[7]
- 設計速度
  - 金沢東部環状道路 : 80 km/h[7]
  - 都市計画道路鈴見新庄線 : 60 km/h（野田町西交差点 - 大乗寺丘陵公園口交差点間：50 km/h）
- 事業主体 : 国土交通省北陸地方整備局金沢河川国道事務所（金沢東部環状道路）[4]・石川県・土地区画整理組合[8]

### 海側幹線
海側幹線は全線が地域高規格道路の整備区間に指定されている。
海側幹線はI期からIV期までの区間およびIV期の千木ICから分岐し今町JCTに至る今町〜福久地区からなる。計画ではI期 - III期は中央の本線4車線および両側の側道計4車線からなる。IV期は本線4車線のみで側道はない。今町〜福久地区は福久IC - 今町JCTでは既存の国道8号部にあたり、平面4車線からなる本線を立体化し、両側に側道計4車線を設ける。千木IC - 福久ICではこの立体部を4車線で相互に接続する構造である。
海側幹線はI期 - III期の側道は石川県・金沢市・白山市がそれぞれ街路事業や道路事業によって、また、県や土地区画整理組合による区間整理事業によって整備されて4車線で開通しており、本線は未開通である。また、IV期区間は2022年（令和4年）に暫定2車線で開通した。
また、金沢外環状道路 海側幹線（今町〜鞍月）として今町〜福久地区と大河端〜鞍月地区の本線が国土交通省により2020年度（令和2年度）に事業化されている。同事業は起点が金沢市今町、終点が金沢市鞍月であり海側幹線全体の起終点と逆になっている。

#### 路線データ
- 路線名 : 金沢外環状道路 海側幹線（海側環状[3]・海環[17]を通称として使用される場合もある）
- 起点 : 石川県白山市乾町[14]
- 終点 : 石川県金沢市今町[14]
- 路線名
  - I期 - II期 : 一般国道305号（本線）、主要地方道蚊爪森本停車場線（側道）[14]
  - III期 : 一般国道8号（本線）[13]、市道1級幹線126号戸水町線（側道）[14]
  - IV期 : 一般県道蚊爪森本停車場線（大河端IC - 大浦IC、千木IC - 福久町）、市道大浦千木町線（大浦IC - 千木IC）[14]
  - 千木 - 今町 : 一般国道8号[13]
- 延長 : 18.5 km[14]
- 幅員 : 本線33 m、側道27 m、総幅員60 m（側道併設区間）[14]
- 道路規格
  - I期 - III期 : 第2種第1級（本線）、第4種第1級（側道）[14]
  - IV期 : 第3種第2級[14]
  - 海側幹線（今町〜鞍月） : 第3種第1級[13]
- 設計速度
  - I期 - III期 : 80 km/h（本線）、60 km/h（側道）[14]
  - IV期（大河端 - 福久） : 60 km/h[14]
  - 海側幹線（今町〜鞍月） : 80 km/h[13]
- 事業主体
  - 本線 : 石川県（乾JCT - 駅西IC、大河端IC - 大浦IC、千木IC - 福久町）・金沢市（大浦IC - 千木IC）・国土交通省北陸地方整備局金沢河川国道事務所（駅西IC - 大河端IC、千木IC - 今町JCT）[13][14]
  - 側道 : 石川県[3]・金沢市（福久 - 大河端間のみ）・白山市・土地区画整理組合[14]

## インターチェンジなど

### 山側幹線

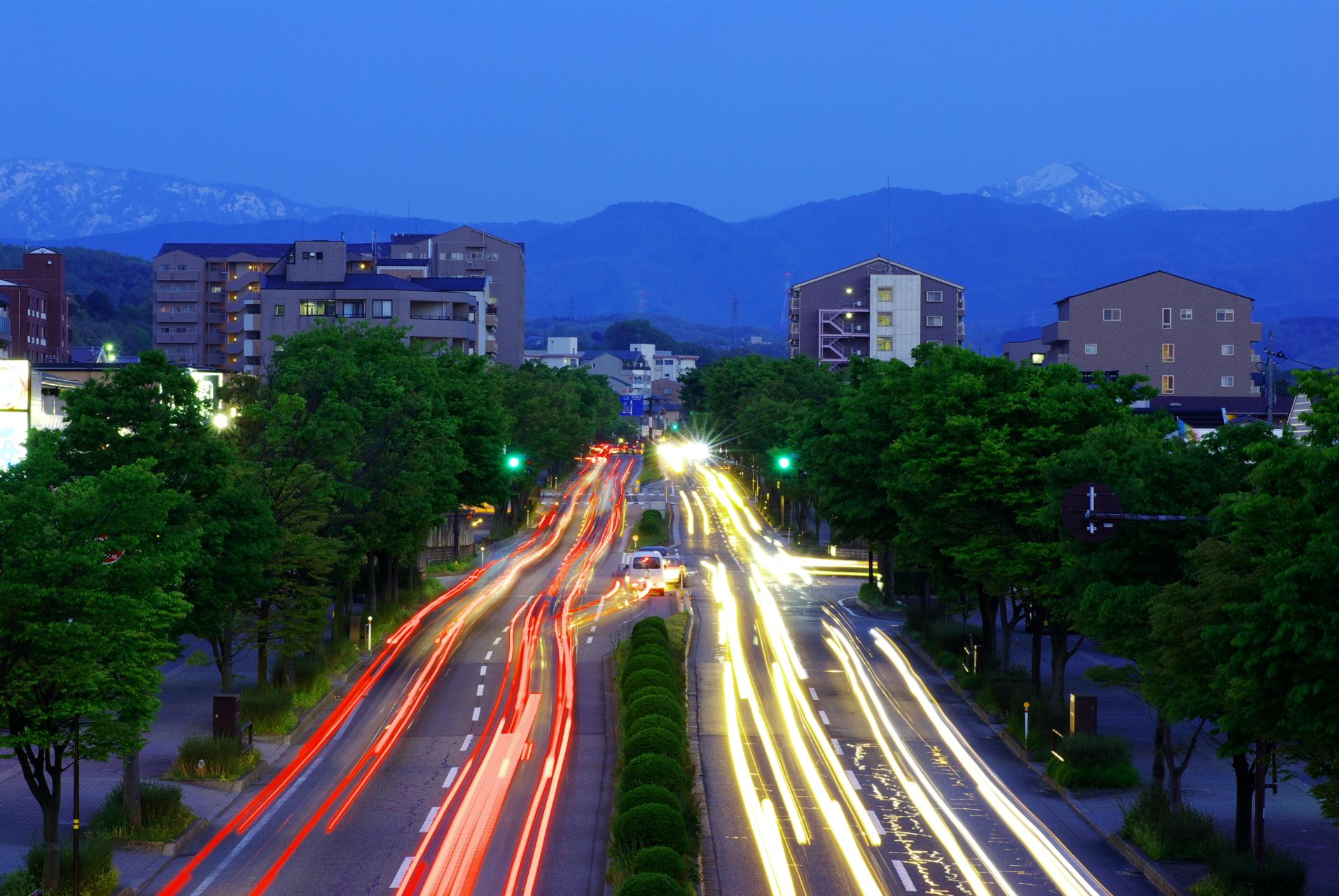
金沢外環状道路若松橋詰交差点付近と大門山（右上）。2009年4月

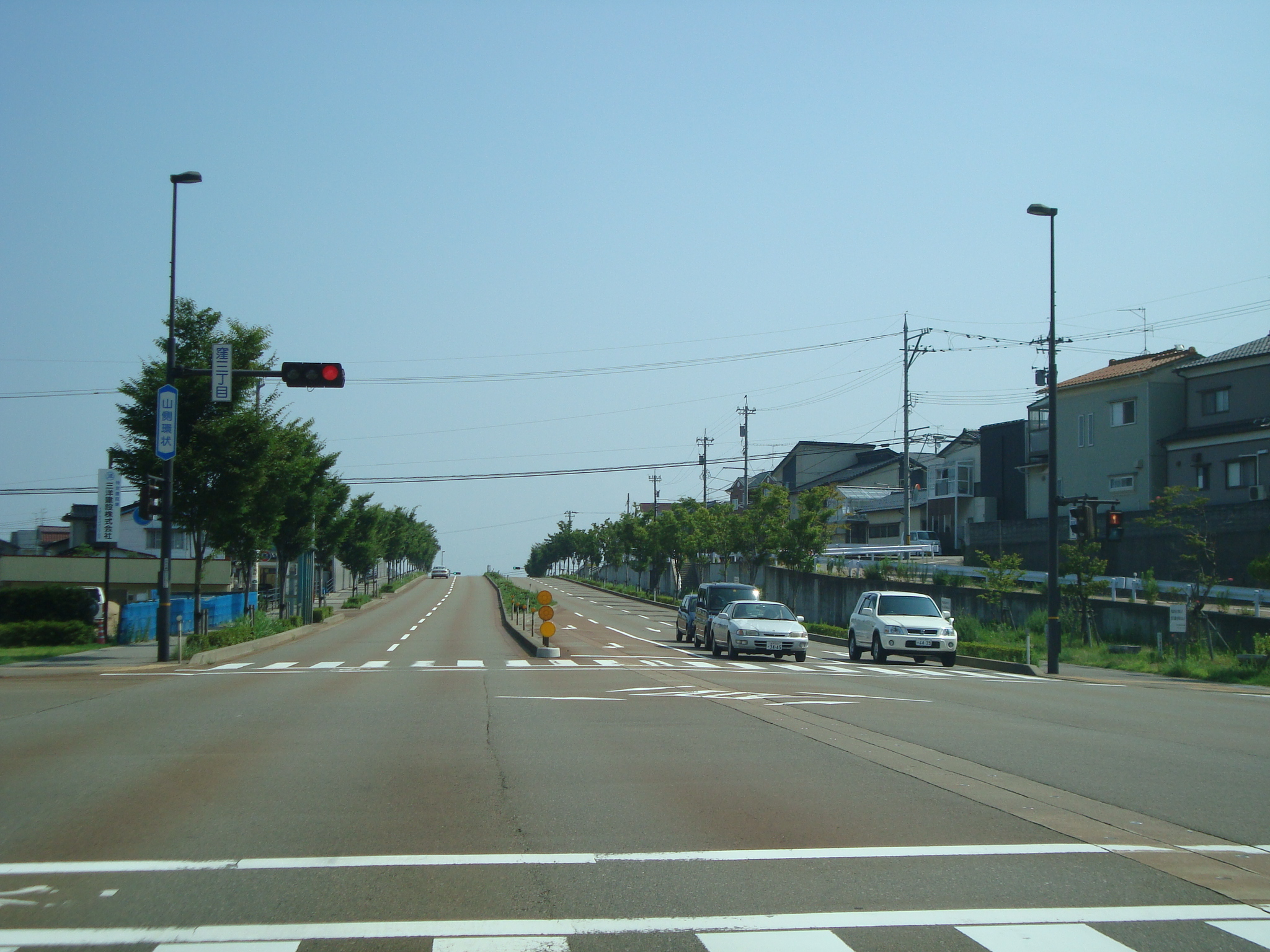
金沢外環状道路窪三丁目交差点付近。2010年8月

- 今町JCT（国道8号津幡バイパス（国道159号・国道249号重用区間））
- 梅田IC（石川県道215号森本津幡線）
- 観法寺PA
- 金沢森本IC（E8 北陸自動車道、国道304号、国道359号）[1]
- 神谷内IC
- 東長江IC（石川県道210号清水小坂線）[4]
- 鈴見交差点（国道159号[5]、石川県道27号金沢井波線）
- 鈴見IC/鈴見交差点（交差点は鈴見高架橋下にある）[4]
- もりの里一丁目交差点（石川県道27号金沢井波線）
- 田上小学校口交差点（石川県道209号芝原石引町線）
- 田上町交差点（石川県道209号芝原石引町線）
- 涌波IC
- 大桑IC・大桑町西交差点（高架下）
- 窪三丁目交差点（石川県道45号金沢鶴来線）
- 高尾一丁目交差点（石川県道22号金沢小松線）
- 額谷町交差点（石川県道189号額谷三浦線）
- 四十万町東交差点（石川県道45号金沢鶴来線）
- 新庄交差点（石川県道179号野々市鶴来線）
- 安養寺北交差点（国道157号[5]・石川県道22号金沢小松線）
- 県立大学口交差点（石川県道189号額谷三浦線）
- 清金二丁目交差点（石川県道189号額谷三浦線）
- 橋爪PA
- 長竹東交差点（石川県道190号矢作松任線）
- 乾東交差点 = 乾JCT（国道8号金沢バイパス（国道305号重用区間）、国道157号）

### 海側幹線

#### 本線部
今町JCTおよび白山IC以外のIC名は予定で仮称。現在供用中の側道部においては交差点名を併記している。なお、IV期区間を除き本線部の着工は未定となっている。
- 乾JCT（乾東交差点、国道8号金沢バイパス（国道305号重用区間）・国道157号）
- 旭IC（五歩市北交差点）
- 横江IC（横江交差点）
- 白山IC（E8 北陸自動車道）
- 安原IC（福増町交差点） - この交差点南側には日本で唯一中央分離帯内に設置しているマクドナルドの店舗がある（最長で2027年までの定期借地権契約で開設）[2]。
- 専光寺IC（赤土町交差点、石川県道25号金沢美川小松線）
- 金石IC（寺中交差点、石川県道17号金沢港線）
- 駅西IC（環状鞍月交差点、石川県道60号金沢田鶴浜線）
- 近岡IC（直江町中交差点）
- 大河端IC（大河端町南交差点）
- 大浦IC（環状大浦交差点）
- 千田IC（千田町交差点、石川県道200号向粟崎安江町線）
- 千木IC（千木大橋詰交差点、ハーフインターチェンジ）
- 福久IC（福久東交差点、国道8号金沢バイパス）
- 今町JCT（国道8号津幡バイパス（国道159号・国道249号重用区間））

## 歴史

### 山側幹線
- 1958年度（昭和33年度） - 野々市市新庄 - 白山市安養寺間延長1.3 kmが都市計画道路金沢小松線として都市計画決定[9]。
- 1970年度（昭和45年度） - 金沢市鈴見台 - 野々市市新庄間延長11.2 kmが都市計画道路鈴見新庄線として都市計画決定[9]。
- 1974年度（昭和49年度） - 白山市安養寺 - 白山市乾町間延長3.2 kmが都市計画道路神沢鶴来線として都市計画決定[9]。
- 1976年度（昭和51年度） - 都市計画道路鈴見新庄線額第三地区・四十万第五地区（金沢市野田町 - 金沢市山科町）延長約1.1 kmが開通。都市計画道路鈴見新庄線長坂第一地区（金沢市四十万町 - 野々市市新庄）延長約1.1 kmが開通[9]。
- 1982年度（昭和57年度） - 都市計画道路金沢小松線の野々市市新庄 - 白山市安養寺間延長約1.3 kmが開通[9]。
- 1985年度（昭和60年度） - 金沢市今町 - 金沢市鈴見台間延長9.4 kmが都市計画道路今町鈴見線として都市計画決定[9]。
- 1987年度（昭和62年度） - 都市計画道路鈴見新庄線若松地区・鈴見地区（金沢市鈴見台 - 金沢市もりの里一丁目）延長約1.8 kmが開通[9]。
- 1988年度（昭和63年度） - 都市計画道路金沢鶴来線の白山市安養寺 - 野々市市末松間延長約1.0 kmが開通[9]。
- 1989年度（平成元年度） - 都市計画道路鈴見新庄線高尾第一地区（金沢市窪三丁目 - 金沢市額谷町）延長約1.0 kmが開通[9]。
- 1992年度（平成4年度） - 都市計画道路金沢鶴来線の野々市市末 - 白山市乾町間延長約1.2 kmが開通[9]。
- 1994年（平成6年）12月 - 地域高規格道路金沢外環状道路（金沢市今町 - 白山市乾町 - 金沢市今町）延長約50 kmが計画路線に指定[7]。
- 1995年（平成7年）4月28日 - 金沢東部環状道路（金沢市今町 - 金沢市鈴見台）延長約9 kmが整備区間に指定[7]。
- 1996年（平成8年）8月 - 都市計画道路鈴見新庄線の金沢市田上本町 - 金沢市大桑町間延長約1 kmが整備区間に指定[8]。
- 1997年（平成9年）9月 - 都市計画道路鈴見新庄線の金沢市大桑町 - 金沢市野田町間延長約2 kmが整備区間に指定[8]。
- 2001年（平成13年）3月21日 - 金沢東部環状道路の今町JCT - 梅田IC間延長約1.3 km開通[9]。
- 2003年（平成15年）3月24日 - 金沢東部環状道路の東長江IC - 鈴見交差点間延長約2.4 km開通[9]。
- 2004年（平成16年）3月20日 - 金沢東部環状道路の梅田IC - 金沢森本IC間延長約2.4 km開通[9]。合わせて金沢森本ICと月浦白尾インターチェンジ連絡道路の白尾西IC - 内日角IC- 舟橋ICが開通し、のと里山海道と北陸自動車道が信号のない道路で結ばれる[18]。
- 2005年度（平成17年度） - 都市計画道路鈴見新庄線田上第五地区（金沢市もりの里一丁目 - 金沢市田上本町）延長約1.0 kmが開通[9]。
- 2005年（平成17年）12月8日 - 都市計画道路鈴見新庄線四十万工区（金沢市額谷町 - 金沢市四十万町）延長約1.2 kmが開通[8][9]。
- 2006年（平成18年）2月 - 公募により「山側環状」が愛称として決定[19]。
- 2006年（平成18年）4月15日 - 金沢東部環状道路の金沢森本IC - 東長江IC間延長3.6 kmが暫定2車線で開通および、都市計画道路鈴見新庄線四十万工区の田上第五地区・田上本町地区・浦波工区・大桑第三地区・野田地区・山科工区（金沢市田上本町 - 金沢市野田町間延長約3.3 km、金沢市山科町 - 金沢市窪三丁目間延長約1.4 km）が開通し、山側幹線が全線開通[7][9][20][8]。

### 海側幹線
- 1994年（平成6年）12月 - 地域高規格道路金沢外環状道路（金沢市今町 - 白山市乾町 - 金沢市今町）延長約50 kmが計画路線に指定[7][13][14]。
- 1995年（平成7年）8月 - 海側幹線（白山市乾町 - 金沢市今町）延長約19 kmが調査区間に指定[14]。
- 1996年（平成8年）8月 - I期区間（金沢市福増町 - 金沢市鞍月）延長約5 kmが整備区間に指定[14]。
- 1997年（平成9年）4月 - I期区間事業着手[14]。
- 2002年（平成14年）11月 - I期区間海側側道全線開通[14]。
- 2004年（平成16年）3月 - II期区間（白山市乾町 - 金沢市福増町）延長約5 kmが整備区間に指定[14]。
- 2004年（平成16年）4月 - II期区間事業着手[14]。
- 2004年（平成16年）7月 - I期区間側道部全線開通[14]。
- 2007年（平成19年）3月 - III期区間（金沢市鞍月 - 金沢市大河端町）延長約3 kmが整備区間に指定[14]。
- 2007年（平成19年）4月 - III期区間事業着手[14]。
- 2012年（平成24年）4月 - IV期区間（金沢市大河端町 - 金沢市福久町）延長約3 kmが整備区間に指定。II期区間側道暫定開通[14]。
- 2013年（平成25年）3月 - III期区間海側側道開通[14]。
- 2013年（平成25年）12月 - II期区間側道部全線開通[14]。
- 2015年（平成27年）2月 - III期区間側道部全線開通[14]。
- 2020年（令和2年）3月 - 今町〜福久地区（金沢市福久町 - 金沢市今町）延長約3 kmが整備区間に指定[13]。
- 2020年（令和2年）4月 - 国土交通省により一般国道8号 金沢外環状道路 海側幹線（今町〜鞍月）として今町JCT - 千木ICおよび大河端IC - 駅西IC間が事業化[13]。
- 2022年（令和4年）11月19日 - IV期区間暫定2車線で開通[16]。

## 路線状況

### 橋梁

#### 山側幹線
- 堅田高架橋
- 鈴見高架橋
- 田上大橋
- 犀川橋（犀川）

#### 海側幹線
- 赤土大橋（犀川）

### トンネル

#### 山側幹線
- 森本トンネル（梅田IC - 金沢森本IC）[5]
- 月浦トンネル（金沢森本IC - 神谷内IC）[5]
- 神谷内トンネル（神谷内IC - 東長江IC）[5]
- 御所トンネル（同上）[5]
- 卯辰トンネル（東長江IC - 鈴見交差点）[5]
- 崎浦涌波トンネル（田上町交差点 - 大桑IC、本線部）[5]
- 涌波トンネル（涌波1丁目交差点 - 涌波2丁目交差点、側道部）[5]
- 野田トンネル（野田山参道交差点 - 大桑IC）[5]

## 地理

### 通過する自治体

#### 山側幹線
- 石川県
  - 金沢市 - 野々市市 - 白山市 - 野々市市 - 白山市

#### 海側幹線
- 石川県
  - 白山市 - 野々市市 - 白山市 - 金沢市